# مایکل شوالتر
مایکل شوالتر (انگلیسی: Michael Showalter؛ زادهٔ ۱۷ ژوئن ۱۹۷۰) یک فیلم‌نامه‌نویس، تهیه‌کننده، هنرپیشه، بازیگر سینما، و کارگردان اهل ایالات متحده آمریکا است. از جمله کارهای او می‌توان به سلام، اسم من دوریس است، تابستان داغ و مرطوب آمریکایی، ده و باکستر اشاره کرد.